# Nelly Mugo
Nelly Mugo é uma cientista queniana envolvida na pesquisa de prevenção de HIV e cancro cervical. Ela é Professora Associada de Pesquisa de Saúde Global na Universidade de Washington e no Centro de Pesquisa Clínica do Instituto de Pesquisa Médica do Quénia. Ela é membro da Academia Africana de Ciências.